# Geitoneura minyas
Geitoneura minyas, hay Western Xenica  là một loài bướm thuộc họ Nymphalidae, được tìm thấy ở tây nam Tây Úc.
Sải cánnh dài khoảng 3,5 cm.